# Arturo Di Modica
Arturo Di Modica (ur. 26 stycznia 1941 w Vittorii na Sycylii, zm. 19 lutego 2021 tamże) – włoski rzeźbiarz.

Arturo Di Modica przy rzeźbie Charging Bull (2014).

Prawdopodobnie najbardziej znany jako twórca rzeźby „Charging Bull”, którą ustawił bezprawnie naprzeciw Nowojorskiej Giełdy Papierów Wartościowych w grudniu 1989. Koszt pracy w wysokości 360 tys. USD pokrył z własnych środków. W latach późniejszych rzeźba została wypożyczona przez New York City Department of Parks and Recreation i ustawiona w Bowling Green Park.